# EMonocot
eMonocot је колаборативни глобални онлајн извор који пружа информације о биодиверзитету и који покреће неколико ботаничких организација у циљу стварања базе монокотиледона. Све институције које сарађују су из Енглеске: Краљевске ботаничке баште у Кјуу (Kew), Универзитет Оксфорд, Природословни музеј у Лондону и Одбор за истраживање природног окружења (NERC).
Финансирање пројекта који пружа информације о око 250.000 таксона омогућено је кроз NERC. Таксономи широм света доприносе подацима, али стуб пројекта је WCSP (Светска контролна листа одабраних породица биљака). Подаци се увозе и компајлирају из великог броја међународних база података и изворника.